# Coombabah Lake
Coombabah Lake är en sjö i Australien. Den ligger i delstaten Queensland, omkring 58 kilometer sydost om delstatshuvudstaden Brisbane. Coombabah Lake ligger 1 meter över havet. Arean är 2,5 kvadratkilometer. Den sträcker sig 3,3 kilometer i nord-sydlig riktning, och 3,0 kilometer i öst-västlig riktning.